# Філіп Колдуелл
Філіп Колдуелл (англ. Philip Caldwell, 27 січня 1920, Борнвіл -— 10 липня 2013) — другий керівник Ford Motor Company (після Джона С. Грея), який не входив до сім'ї Фордів. Він організував один з найефективніших успішних поворотів в історії бізнесу. Помер у 2013 році у віці 93 років.

## Раннє життя
Колдвелл народився в Борнвілі, штат Огайо, син Роберта Клайда Колдуелла (1882—1935), фермера, і Вільгельміни Хемфілл (1881—1966). Він виріс у Південному Чарльстоні, штат Огайо. Колдвелл має англійське походження.Колдуелл — випускник коледжу Маскінгум у 1940 році, де він здобув спеціальність економіста та був членом дискусійної групи школи . У 1942 році він здобув ступінь магістра ділового адміністрування в Гарвардській школі бізнесу.

## Кар'єра
Починаючи з Форда в 1953 році, він послідовно керував вантажними операціями, підрозділом Philco та міжнародними операціями; на останній з цих позицій він представив Ford Fiesta в Європі.
Після звільнення Лі Якокки в 1978 році Колдуелл став президентом Ford Motor Company. 1 жовтня 1979 року Генрі Форд II звільнився з посад генерального директора та голови Ради директорів у 1980 році; Колдуелл змінив його на кожній посаді.
Оскільки Голова правління та генеральний директор Колдуелл схвалив та контролював розробку та запуск Ford Taurus (та його корпоративної сестри Mercury Sable), які були представлені ЗМІ за кілька днів до його виходу на пенсію, що дозволило йому взяти державний кредит за програма Телець, яка стала одним з найбільших успіхів в історії автомобільного бізнесу. 1 лютого 1985 року Колдуелл звільнився з компанії Ford. Пізніше він прийняв посаду старшого керуючого директора компанії Shearson Lehman Brothers у Нью-Йорку. 23 вересня 1985 року він був одним з 21 нових членів, призначених до Експортної ради Президента. Він був прийнятий до Автомобільного залу слави в 1990 році.

## Нагороди та відзнаки
- Премія «Лідер року в галузі» (1984)
- Нагорода «Золота тарілка» Американської академії досягнень (1984)[14]
- Автомобільний Зал Слави (1990)
- Гарвардська школа бізнесу назвала на його честь кафедру ділового адміністрування (1990)